# 호리키리쇼부엔역
호리키리쇼부엔역(일본어: 堀切菖蒲園駅, ほりきりしょうぶえんえき)은 일본 도쿄도 가쓰시카구에 있는 게이세이 전철 게이세이 본선의 역이다. 역번호는 KS 07이다.
같은 호리키리라고 이름이 붙여진 도부 철도 도부 이세사키 선(도부 스카이 트리 라인)의 호리키리 역은 아라카와강을 끼고 아다치구 내에 있어 도보로 20분 정도 떨어져 있어 도부 스카이 트리 라인과의 연결 운수는 전역의 게이세이세키야 역과 우시다역간 상호환승이 이루어지고 있다.

## 역 구조
상대식 승강장 2면 2선의 고가역. 엘리베이터는 각 승강장에 1개씩 있고(모두 우에노 방향) 에스컬레이터는 설치되지 않았다. 화장실은 개찰구 내 대합실에 1개소 설치되어 있다.
2002년 10월 12일에 열린 다이어 개정 이전에는 급행도 당역에 정차하였으나 현재는 보통만 정차한다.

### 승강장
| 1 | 게이세이 본선 | 상행 | 닛포리・게이세이우에노 방면                                                          |
| 2 | 게이세이 본선 | 하행 | 아오토・게이세이타카사고・오시아게・게이세이후나바시・게이세이치바・나리타 공항 방면 |

- 위 표의 노선명은 나리타 공항선의 개업 후 여객 안내 명칭에 근거하고 있다. 또한, 현지의 안내에서는, 2010년 7월 5일 이후 직통 열차가 존재하지 않는 "가나마치"도 표기되고 있다.

## 이용 현황
| 승차 인원 추이 | 승차 인원 추이     | 승차 인원 추이     |
| 연도           | 1일 평균 하차 인원 | 1일 평균 승차 인원 |
| -------------- | ------------------ | ------------------ |
| 1990년         |                    | 14,452             |
| 1991년         |                    | 14,432             |
| 1992년         |                    | 14,340             |
| 1993년         |                    | 14,036             |
| 1994년         |                    | 13,575             |
| 1995년         |                    | 13,333             |
| 1996년         |                    | 13,142             |
| 1997년         |                    | 12,858             |
| 1998년         |                    | 12,515             |
| 1999년         |                    | 12,150             |
| 2000년         |                    | 11,871             |
| 2001년         |                    | 11,622             |
| 2002년         | 23,204             | 11,373             |
| 2003년         | 22,684             | 11,104             |
| 2004년         | 21,702             | 10,701             |
| 2005년         | 21,417             | 10,663             |
| 2006년         | 21,107             | 10,521             |
| 2007년         | 20,963             | 10,503             |
| 2008년         | 20,968             | 10,518             |
| 2009년         | 20,665             | 10,364             |
| 2010년         | 20,208             | 10,129             |
| 2011년         | 19,673             | 9,858              |
| 2012년         | 19,982             | 10,011             |
| 2013년         | 20,304             | 10,175             |
| 2014년         | 20,311             | 10,176             |
| 2015년         | 20,944             |                    |

## 역 주변
- 아라카와강
- 아야세강
- 호리키리 창포원
- 도쿄도 하수도국 고스게 물 재생 센터(옥상은 고스게니시 공원과 고스게히가시 스포츠 공원이다.)
- 호리키리 지구 센터
  - 가쓰시카 구청 호리키리 구민 사무소
- 가쓰시카 호리키리 우체국
- 신카쓰시카 병원

## 버스 노선
가장 가까운 정류소는 역전을 지나 도쿄 도도 314호 고토토이다이타니타 선상의 호리키리쇼부엔역이다.
- 아리01: 가메아리역 행 / 다와라마치역 행
- 신코51계통: 아야세역 행 / 신코이와역 행

## 역사
- 1931년 12월 19일: 영업 개시.

## 사진

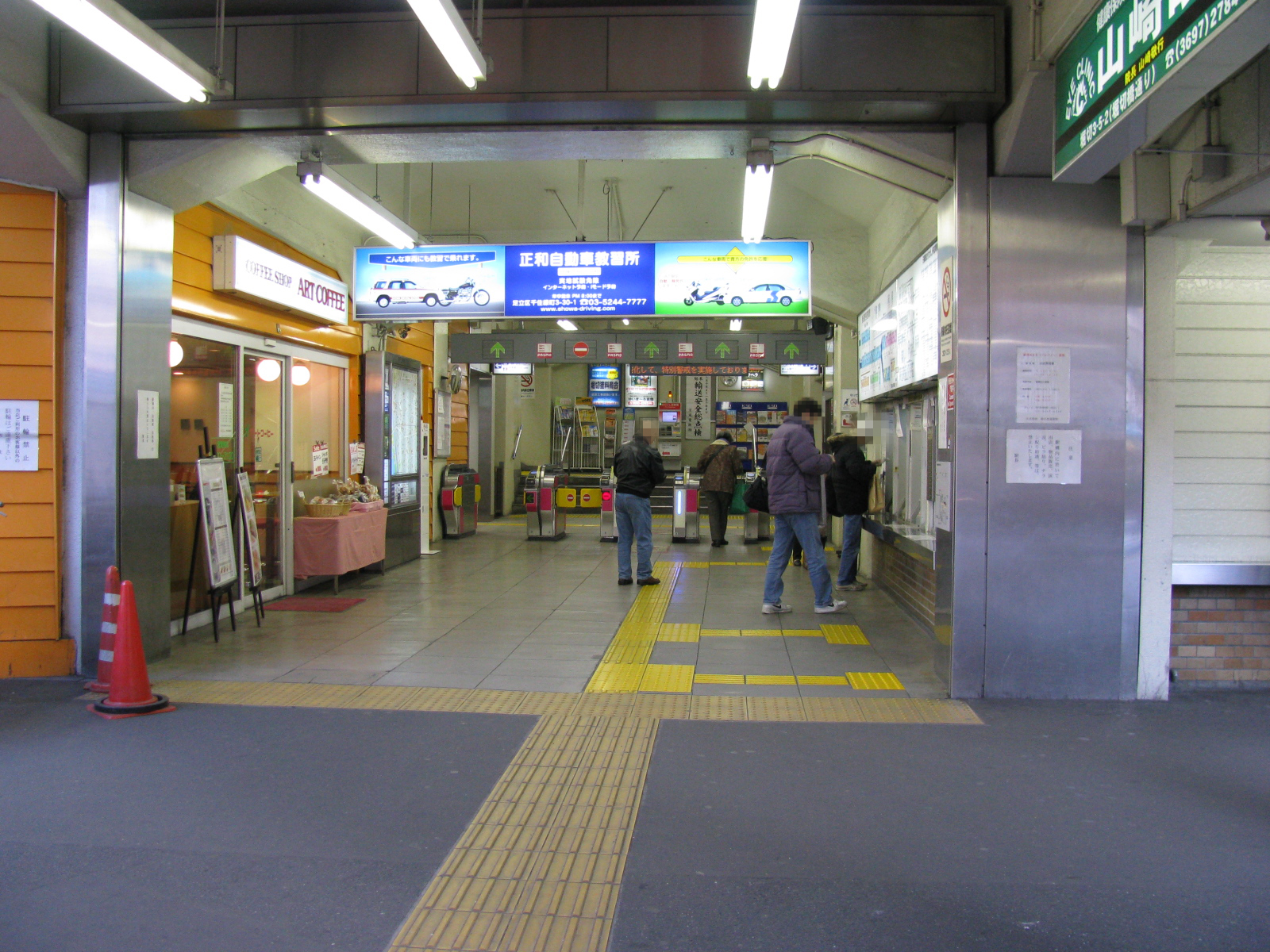
개찰구
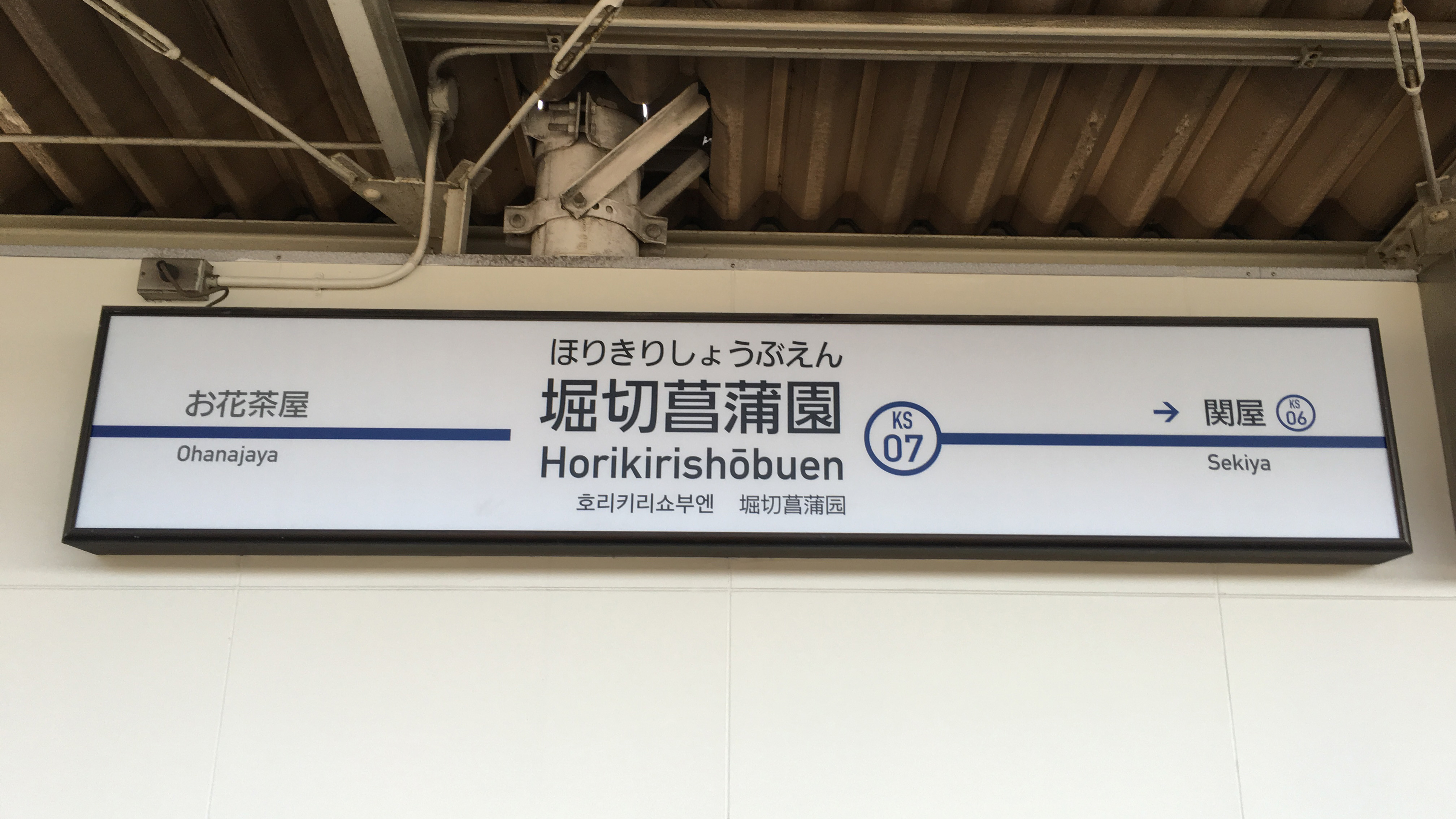
역명판

## 인접역
| 게이세이 전철 본선                       | 게이세이 전철 본선 | 게이세이 전철 본선                |
| ---------------------------------------- | ------------------ | --------------------------------- |
| KS 06 게이세이세키야 게이세이우에노 방면 | 게이세이 본선      | 오하나자야 KS 08 나리타 공항 방면 |